# Ilha do Pessanha
Ilha do Pessanha é uma ilha fluvial, situada no Rio Paraíba do Sul, pertencente ao Município de São Francisco de Itabapoana, no Norte Fluminense do estado do Rio de Janeiro, Brasil. Junto de outras ilhas da foz do Paraíba do Sul, a Ilha do Pessanha foi tombadas pelo Instituto Estadual do Patrimônio Cultural - INEPAC por sua importância cultural para a cidade de São Francisco de Itabapoana. A ilha foi o local escolhido para o escritor campista Osório Peixoto ambientar o seu romance "Mangue".